# Kasteøkse
En kasteøkse er en økse, der er udformet til at være et kastevåben.
Militære kasteøkser har ofte kort skaft. De var under germansk jernalder nationalvåbenet for frankerne under navnet francisca og forekom i England under hele middelalderen. Gravfund viser lignende kasteøkser blandt øvrige europæiske folk, og i Østeuropa forekom de helt frem til 1600-tallet. En lignende type som blev brugt i Böhmen og Ungarn af hyrder helt frem op på 1900-tallet kaldet sekina.
En anden type kasteøkse opstod i 1300-tallet, og var en typisk del af soldaters udrustning i 1400-tallet. Dette våben bestod helt og holdent af stål med flere udstikkende skarpe spidser, og lignede moderne afrikanske kasteknive. Ved udbredelsen af skydevåben forsvandt kasteøksen som krigsvåben, men forekom i 1500-tallet som våben i strid til fods.